# Epalzeorhynchos frenatum
Espèce
Statut de conservation UICN

 LC  : Préoccupation mineure
Répartition géographique
Epalzeorhynchos frenatum ou « labéo tricolore » est une espèce de poissons d'eau douce de la famille des Cyprinidés. Il est originaire d'Asie de Sud-Est. Auparavant placé dans le genre Labeo, il est désormais placé dans le genre Epalzeorhynchos, il a cependant gardé l'appellation commune de « Labéo ».

## Localité
Epalzeorhynchos frenatum est une espèce qui est endémique de l'Asie du Sud, se rencontre dans la partie basse du Bassin du Mékong entre la Thaïlande, le Laos et le Cambodge. Il semble que Labeo frenatus ne soit pas présent de la frontière Cambodge/Viet Nam jusqu'au delta du Mékong (Mer de Chine méridionale) au Viet Nam. On le rencontre aussi dans le fleuve Chao Phraya en Thaïlande et dans le bassin de Xe Bangfai.

## Description
Epalzeorhynchos frenatum possède un corps cylindrique/fusiforme et se terminant par une nageoire caudale en forme de "V", après un pédoncule caudale assez long. Epalzeorhynchos frenatum possède un fond de coloration sombre (gris/bleuté), légèrement cuivré avec sur la tête, une bande assez fine et plus sombre (gris foncé/noir). Cette dernière commençant de la commissure des lèvres et se termine sur l'opercule. Une tache mal définie (pigmentation sombre, noir) à l'arrière du pédoncule caudale. Toutes les nageoires sont pigmentées plus claire (rouge/orangé) avec les rayons plus sombres (grisâtres) sur les pelviennes et l'anale. Un liseré sombre (grisâtre) borde également cette dernière. Les nageoires pectorales sont positionnées très en bas du corps, de telle sorte que Epalzeorhynchos frenatum peut se poser sur le sol un peu à la manière des poissons gobies. La coloration de fond de E. frenatum semble bien bleutée et non verdâtre, c'est simplement l'aspect cuivré qui donne cet effet. En revanche, sur les spécimens conservés Epalzeorhynchos frenatum sont clairement gris/verdâtre.

### Taille
Epalzeorhynchos frenatum est une espèce qui mesure une taille maximale d'environ 15 centimètres de long,. Parfois un peu plus en aquarium pour les plus vieux spécimens.

### Dimorphisme
Epalzeorhynchos frenatum possède notamment un dimorphisme touchant l'aspect de robustesse. En effet, les femelles possèdent à complète maturités un ventre plus rebondi et de ce fait une hauteur de corps légèrement plus grande que les mâles. (les mâles restant sveltes). Vis-à-vis de la coloration, les mâles sont plus beaux "plus brillant/cuivré" que les femelles (très simplement différentiable en période de reproduction), ses dernières étant donc moins bleutée "brillant/cuivré" laissant apparaitre un fond de coloration plus grisâtre. La gravidité des femelles et donc "leur taille supérieure" laissant sur le corps, comme une "impression d'étirement" de la coloration. La pigmentation orange des nageoires est également moins soutenue.

## Dénominations
Cette espèce ne dispose pas d'un nom normalisé français, mais plusieurs noms se rencontrent toutefois dans les sites d'aquariophilie : « labéo tricolore », ou encore Labeo frenatus, « Labeo a toutes les nageoires rouges », « labéo vert », « labéo gris », ou « labéo bleu ».
Dans son habitat naturel cette espèce est dénommé notamment « Trey kuol chek » en Khmer au Cambodge et « Pa tout hin » en laotien au Laos.

## Systématique
Le nom valide complet (avec auteur) de ce taxon est Epalzeorhynchos frenatum (Fowler, 1934).
Epalzeorhynchos frenatum a pour synonymes :
- Epalzeorhynchos frenatus (Fowler, 1934)
- Epalzeorhynchus frenatus (Fowler, 1934)
- Labeo erythrura Fowler, 1937
- Labeo erythrurus Fowler, 1937
- Labeo frenatus Fowler, 1934

## Étymologie
Le nom de genre de ce poisson, attribué par Bleeker en 1855, trouve son origine dans une étymologie non explicitée, mais probablement dérivée du terme grec ἐπαλέξω (epaléxō), qui signifie « défendre », « repousser » ou « protéger ». La seconde partie du nom, ῥύγχος (rhýnchos), se traduit par « museau ». Cette appellation fait référence à la protubérance conique et cartilagineuse présente sur le museau de l’espèce E. kalopterum, qui a la capacité de se déplacer horizontalement jusqu’à près de 90 degrés par rapport au museau. Cette caractéristique confère à la tête du poisson une apparence cornue, ce qui pourrait avoir conduit Bleeker à penser que cette « corne » servait à la défense ou à la protection de l’animal. Il est à noter que certaines sources en ligne suggèrent que le préfixe epalzeo– signifie « curatif », mais cette interprétation est erronée.
Le nom d'espèce, désigné par Fowler en 1934, dérive du terme latin « frenatum », qui signifie « bridé ». Cette dénomination évoque la bande noire bien visible qui s'étend du museau à l'œil, formant une sorte de « bride » sans toutefois couvrir l'extrémité du museau.

## Publication originale
- Fowler, H. W. (1934). Zoological results of the third De Schauensee Siamese Expedition, Part I.--Fishes. Proceedings of the Academy of Natural Sciences of Philadelphia. 86: 67-163, Pl. 12 (pages 128-129). [(en) lire en ligne (page consultée le 17 avril 2025)]

## Maintenance
Epalzeorhynchos frenatum est une espèce à maintenir dans un aquarium d'une contenance minimale de 250 litres avec 1 mètre (à 1,20 mètre) de façade, pour 4 à 5 spécimens en spécifique. En aquarium communautaire, labéo frenatum se maintient de préférence avec des espèces provenant de même habitat (Asie du sud-est) et pas trop petites, d'une taille minimale de 5/6 centimètres. En effet, Epalzeorhynchos frenatum peut se montrer parfois assez caractériel, surtout les vieilles femelles bien adaptées à leur aquarium. Il est donc préférable de maintenir cette espèce en compagnie d'autres ayant les mêmes types de comportement ou suffisamment de caractère pour qu'ils puissent trouver leur place. Un grand nombre d'espèces de provenance asiatique rencontrées communément dans les jardineries traditionnelles sont parfaitement adaptées, comme certaines grandes (minimum 6 centimètres) espèces des genres : Garra, Gymnodanio, Puntius, Otocinclus, Crossocheilus, Kryptopterus, Acantopsis, Pangio, Helostoma, Gyrinocheilus, Nandus, Mastacembelus armatus, les espèces du genre Danio, Rasbora ou encore Trichogaster (plus de 10 centimètres). Le décor sera composé de roches, racines et branchages et quelques plantes robustes agrémenteront sans aucun problème. En spécifique, il peut être vivement conseillé de fournir à Epalzeorhynchos frenatum un maximum de caches afin de permettre aux plus jeunes dominés de se cacher : des demi-noix de coco ou des demi-pots de fleurs, des briques à trous ou encore des morceaux de 20 à 25 centimètres de tuyaux en PVC (inoxydable) d'une largeur d'un peu moins de deux fois la hauteur de corps de l'espèce est parfaitement adaptée. La maintenance de plusieurs spécimens en aquarium communautaire est également parfaitement possible; augmenter simplement le nombre de caches et de grottes afin d'éviter des expériences souvent reportées, d'agressivité intra-spécifique. Expérience le plus souvent reportée dans des aquariums n'offrant pas un habitat exigé par Epalzeorhynchos frenatum (aquarium trop petit, insuffisance de cachettes et territoires, plantes en plastique, colonnes médiévales, bateaux de pirate, etc.). Le ph sera compris entre 6,2 et 7,5 (7 = neutre), environ 10° dGH et la température avoisinera les 25 °C.

## Alimentation

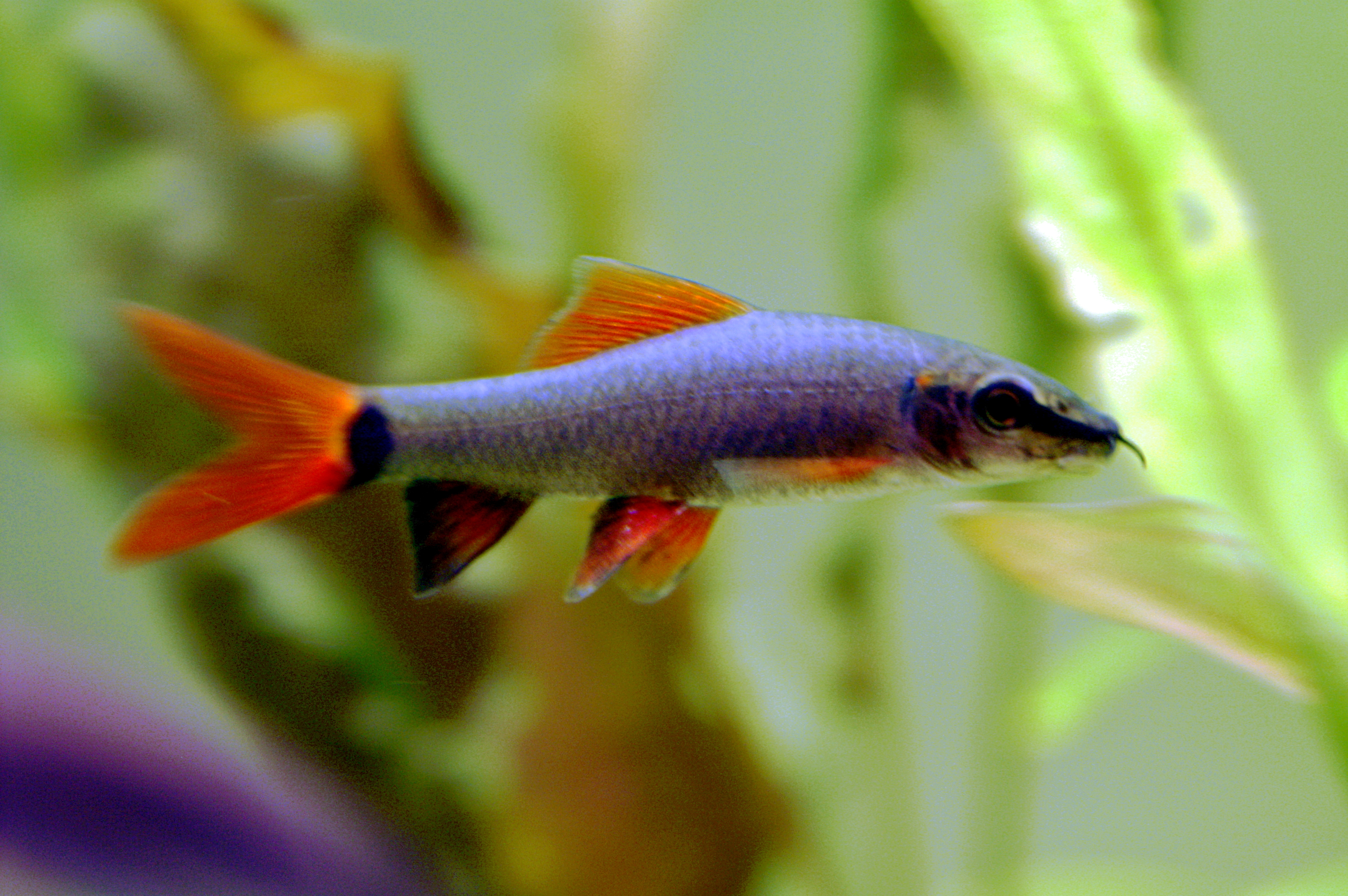
jeune Epalzeorhynchos frenatum

Epalzeorhynchos frenatum est une espèce omnivore en aquarium. Epalzeorhynchos frenatum acceptera tous les types d'aliments proposés, sec ou lyophilisé (granulé, paillette, comprimé, etc.) ou fraiche, vivante et congelée (vers de vase, artémias, etc.) Il est aussi très fréquent, de voir Epalzeorhynchos frenatum brouté un certain nombre d'espèces d'algues recouvrant les roches, racines, plantes et vitres de l'aquarium.

## Reproduction
Epalzeorhynchos frenatum est un pondeur d’œufs coulants. Le ph avoisinera les 7 (neutre). En spécifique, il est donc recommandé de maximiser le nombre d'abris, de grotte et cachette (pour d'éventuels problèmes de dominance), mais également de prévoir des pondoirs (frayère) adapter à leur reproduction. En effet, il semble que Epalzeorhynchos frenatum mange ses œufs une fois la ponte complètement achevée. Aménager donc des pondoirs (frayère) comme des pots de fleurs entières sont remplis au tiers où à moitié de billes en verre ou autres petites roches volcaniques d'un ou de deux centimètres de diamètre (ou de tourbe). Refermer brièvement le pot, laissant simplement un espace suffisant pour que le couple de reproducteurs puisse entrer et sortir. La reproduction dans ses pondoirs permet d'optimiser l'enfouissement des œufs et donc des protégés de la prédation. Des pondoirs en verre ou transparents peuvent être de bons augures, de manière à pouvoir observer plus aisément la reproduction et la ponte des œufs, car Epalzeorhynchos frenatum sera également friand des jeunes larves tout juste éclos. Puis enlevé donc les géniteurs directement après l'observation de la fin de la reproduction. (en spécifique de reproduction, pour 5/6 géniteurs (250 litres), une simple fine couche de sable et deux ou trois pondoirs de ce type peuvent être amplement suffisante. Dans tel cas bien observé les géniteurs et les retirés directement après la ponte). Lors de l'accouplement, les deux géniteurs se mettent en parallèle de manière à rapprocher leurs organes reproducteurs et de manière que les œufs soient fécondés, presque instantanément après avoir été pondu. Fécondés, ils tombent (coules) ensuite dans le substrat des frayères où ils incuberont. Les jeunes alevins seront nourris de poudre pour alevins et infusoires traditionnels. Adapter la taille de la nourriture au fur et à mesure de leur croissance, de la taille de leur gueule. Varié au maximum le menu afin d'éviter toute carence.

## StatutIUCN
Cette espèce de Cyprinidés est classé "Préoccupation mineur" (LC) sur la liste rouge des espèces menacées IUCN: « L'espèce a une large distribution, se rencontre dans le Mékong et d'autres bassins en Asie du Sud. L'espèce semble avoir légèrement décliné ces dernières années, principalement en raison de la dégradation et la perte de son habitat. Mais considéré comme moins préoccupante à l'heure actuelle, les populations n'ont pas diminué significativement a la manière des espèces de la catégorie "espèce menacée", il est toutefois recommandé que les populations et les tendances de l'habitat soient surveillées. »

## Remarque
Epalzeorhynchos frenatum se différencie très simplement d'une deuxième espèce du même genre, Epalzeorhynchos bicolor, également assez commune en aquariophilie par notamment : toutes ses nageoires pigmentées de rouge contre uniquement la nageoire anale chez Epalzeorhynchos bicolor, par une coloration de fond généralement moins foncé (gris foncé/bleuté et cuivré) et une hauteur de corps des mâles plus grand chez Epalzeorhynchos bicolor. Les spécimens des deux espèces peuvent cependant possédé l'un comme l'autre un caractère très affirmé lorsqu'ils sont complètement adultes, mais souvent dans des aquariums non adaptés et maintenus avec des colocataires trop petits ne sachant pas leur tenir tête.

## Galerie

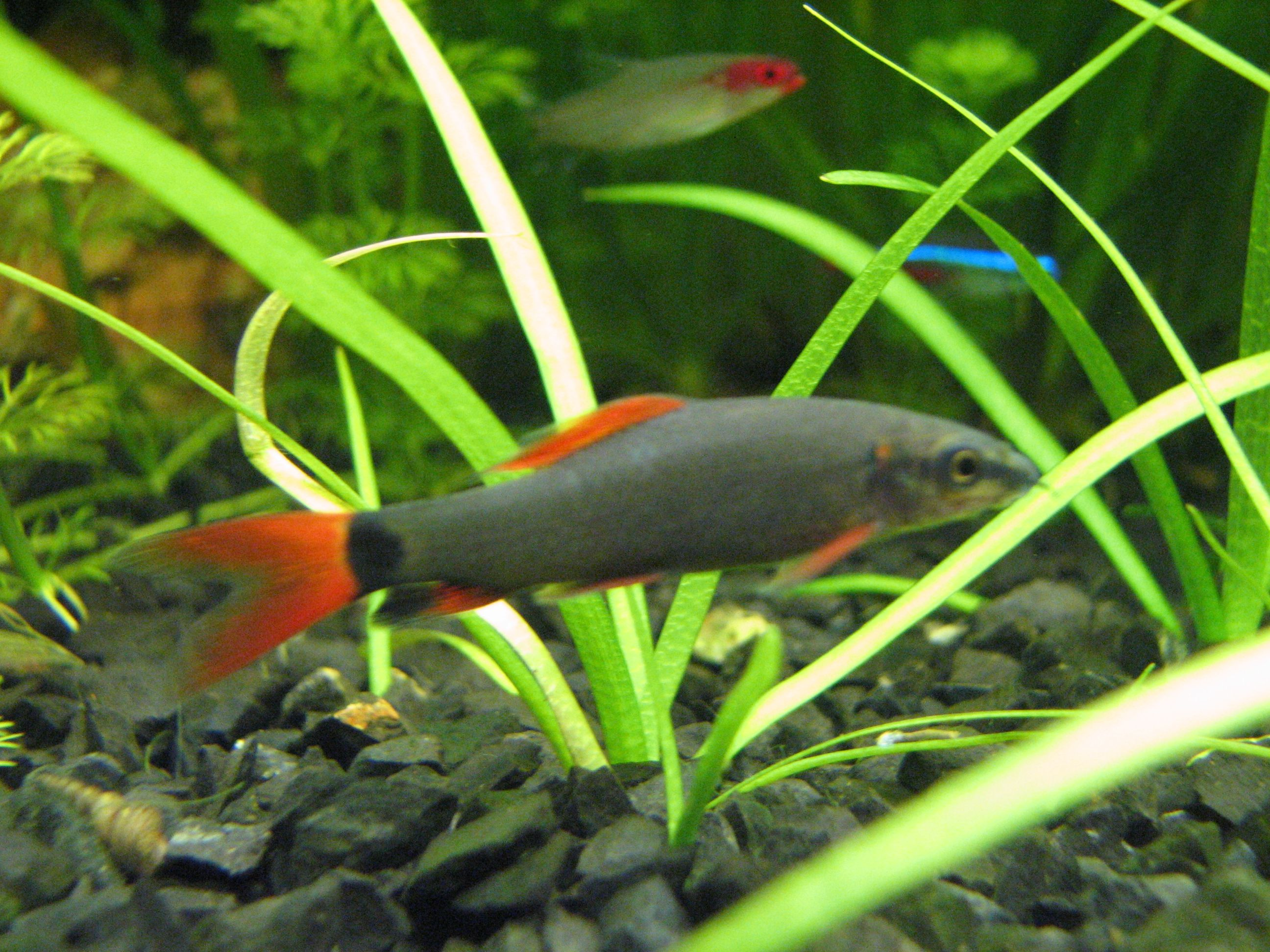
jeune d'environ 6/8 centimètres
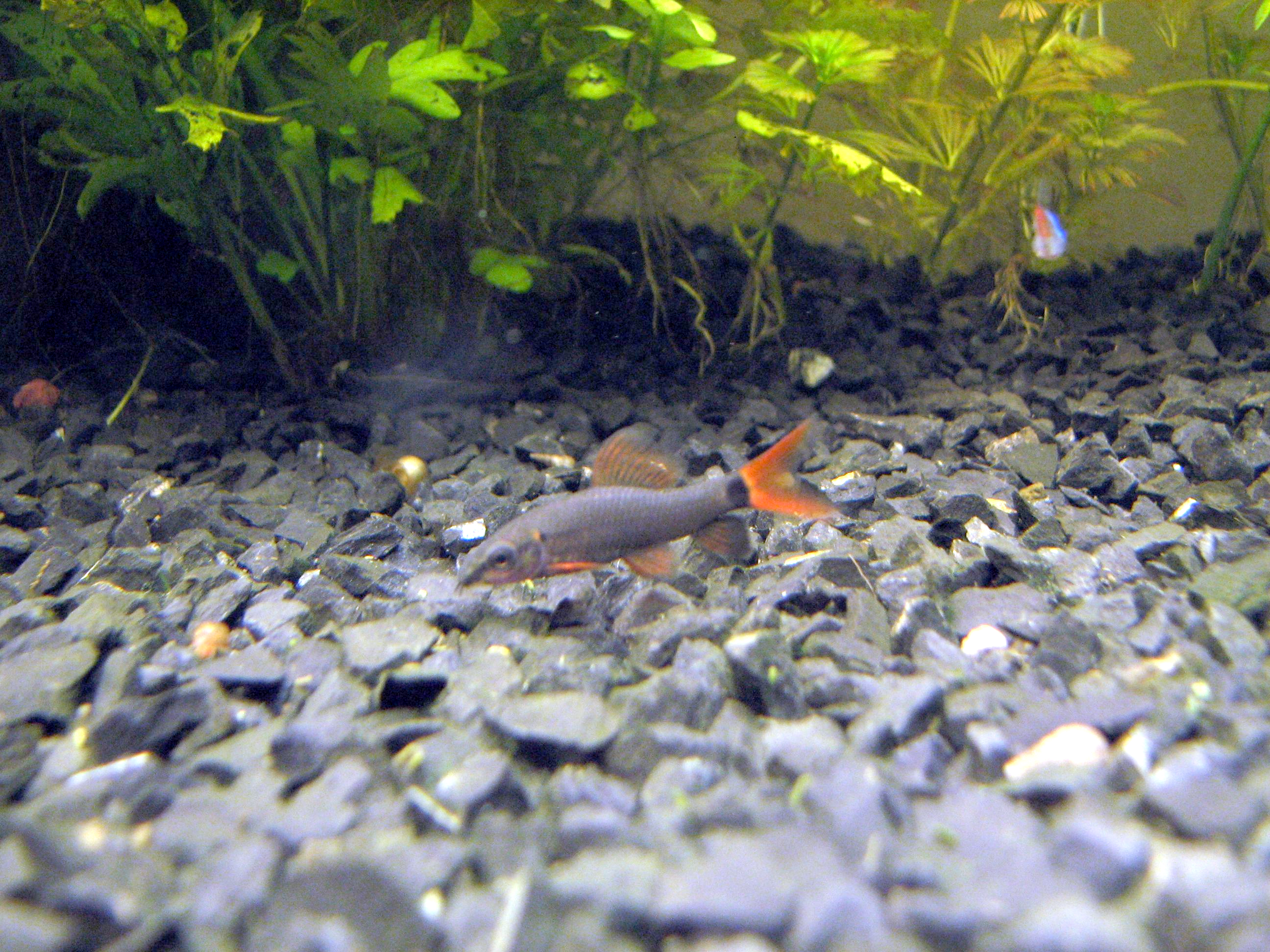
jeune d'environ 4 centimètres

## Liens sources
- (en) « Epalzeorhynchos », sur biolib.cz (consulté le 24 juin 2023)
- « Epalzeorhynchos frenatus summary page », sur FishBase (consulté le 28 août 2020)
- http://www.aquahobby.com/gallery/e_frenatusm.php
- « Red-Finned Shark (Epalzeorhynchos frenatum », sur thetropicaltank.co.uk (consulté le 24 juin 2023)

## Bibliothèque
- Aqua Plaisir n° 122 Septembre 2007